# (25601) Francopacini
(25601) Francopacini est un astéroïde de la ceinture principale.

## Description
(25601) Francopacini est un astéroïde de la ceinture principale. Il fut découvert le 1er janvier 2000 à San Marcello Pistoiese par Maura Tombelli et Luciano Tesi. Il présente une orbite caractérisée par un demi-grand axe de 3,24 UA, une excentricité de 0,14 et une inclinaison de 2,7° par rapport à l'écliptique.

## Compléments